# Kenya Television Network
Kenya Television Network, conosciuta anche come KTN, è una rete televisiva keniota nata nel marzo 1990. Trasmette dallo Standard Group Centre nella capitale Nairobi in inglese e swahili.
È il primo canale privato free to air in Africa e il primo a rompere il monopolio della Kenya Broadcasting Corporation in Kenya. KTN divenne famoso per il giornalismo attivista negli anni novanta.

## Storia
Al momento del suo lancio nel 1990 KTN ritrasmetteva la programmazione di CNN, MTV Europe e altri canali televisivi europei, statunitensi e australiani, oltre a reti di altri Paesi africani. KTN debuttò come canale a pagamento 24 ore su 24 a Nairobi e dintorni, ma i progetti di criptare il segnale furono abbandonati e per gran parte degli anni novanta KTN sopravvisse grazie alla pubblicità e ai servizi di produzione televisiva. Fondato da Jared Kangwana, il suo successo iniziale attrasse offerte di partenariato da parte della Maxwell Communications di Londra, dell'azienda sudafricana MNET e da parte dell'allora partito al governo Kenya African National Union (KANU).
Il canale ottenne i diritti di trasmissione delle Olimpiadi estive del 1992 e di diversi altri eventi internazionali nello stesso periodo.
Mentre Jared Kangwana progettava di ampliare il bacino d'utenza di KTN e costruiva nuovi edifici per ospitare il canale, dette carta bianca alla divisione delle notizie di KTN. Si dice che i funzionari del KANU chiamassero spesso gli studi del telegiornale e gli editor per conto del Presidente della Repubblica Daniel Toroitich arap Moi perché censurassero certe notizie. Sembra che tale controllo fosse esercitato da Moi stesso, che aveva preso l'abitudine quando era ancora il vice del presidente Jomo Kenyatta. Come vicepresidente Moi chiamava regolarmente gli uffici del quotidiano The Standard, che era di proprietà estera a quel tempo, e anche altri media per chiedere che omettessero certe notizie o che le modificassero. La pratica tornò in auge con la fondazione di KTN.
Ad ottobre 1993 alcuni agenti di sicurezza salirono su un volo di linea, ritirarono il passaporto del direttore di KTN Jared Kangwana e gli impedirono di partire per un viaggio d'affari. Kangwana disse che l'azione faceva parte di una campagna di intimidazioni per obbligarlo a rinunciare al controllo della KTN in favore dell'allora partito al potere KANU. Il governo non intraprese azioni legali contro Kangwana ma alla fine riuscì a obbligarlo a cedere la società al KANU. Il canale adesso fa parte di The Standard Group, che pubblica anche il quotidiano The Standard.

## Programmi

### Per bambini
- Adventures from the Book of Virtues
- Alvin rock 'n' roll
- Animaniacs
- Art Attack
- Barney
- Justice League Unlimited
- Superman
- Batman of the Future
- Batman
- Il mago pancione Etcì
- Sorriso d'argento
- Capitan Planet e i Planeteers
- Casper
- Conte Dacula
- Ti voglio bene Denver
- Due fantagenitori
- Le avventure di Felix il gatto
- The Flintstone Kids
- Gerry Anderson's New Captain Scarlet
- Hi-5
- Le avventure di Jackie Chan
- The Hoobs
- Johnny Bravo
- Kim Possible
- Simpatiche canaglie
- Mission Top Secret
- The New Adventures of Kimba The White Lion
- The Odyssey
- Out of the Box
- The Puzzle Place
- The Real Ghostbusters
- Ricreazione
- The Road Runner Show
- Una sirenetta innamorata
- SilverHawks
- Ewoks
- Tom & Jerry Kids
- X-Men: Evolution
- American Dragon: Jake Long
- La famiglia Proud
- Atomic Betty
- Jacob due due
- 6teen
- La famiglia della giungla
- Lilo & Stitch
- Johnny Test
- Teenage Robot
- Danny Phantom
- Hey, Arnold!

### Serie televisive
- Baywatch
- Il commissario Scali
- Desperate Housewives
- E.R. - Medici in prima linea
- Giudice Amy
- Kung Fu
- Lois & Clark - Le nuove avventure di Superman
- Lost
- L.A. Law - Avvocati a Los Angeles
- Detective Monk
- Murphy Brown
- Renegade
- Time Trax
- This Is the Life

### Reality show
- The Rebel Billionaire: Branson's Quest for the Best
- Beyond Chance

### Soap opera
- Egoli: Place of Gold
- Fashion House
- Melrose Place
- The Stepdaughters
- Impostora
- The General's Daughter
- The Promise
- A Love to Last
- Lost Hearts
- Doble Kara
- A Mother's Guilt
- Prima Donnas
- Los Bastardos

### Sitcom
- Benny Hill Show
- Desmond's
- Il mio amico Arnold
- Eve
- Gli amici di papà
- Cuori senza età
- Mr. Cooper
- Ma che ti passa per la testa?
- I Jefferson
- Kate e Allie
- Perfetti... ma non troppo
- Muppet Show
- Nurses - Nel cuore dell'emergenza
- Balki e Larry - Due perfetti americani
- Sanford and Son
- Sister, Sister

### Talk show
- The Oprah Winfrey Show
- The Tyra Banks Show

### Giochi a quiz
- You Bet Your Life